# Глінкі (Граєвський повіт)
Глінкі (пол. Glinki) — село в Польщі, у гміні Радзілув Граєвського повіту Підляського воєводства.
Населення — 200 осіб (2011).
У 1975-1998 роках село належало до Ломжинського воєводства.

## Демографія
Демографічна структура станом на 31 березня 2011 року:
|          | Загалом | Допрацездатний вік | Працездатний вік | Постпрацездатний вік |
| -------- | ------- | ------------------ | ---------------- | -------------------- |
| Чоловіки | 103     | 16                 | 72               | 15                   |
| Жінки    | 97      | 24                 | 53               | 20                   |
| Разом    | 200     | 40                 | 125              | 35                   |